# J. Christopher Stevens

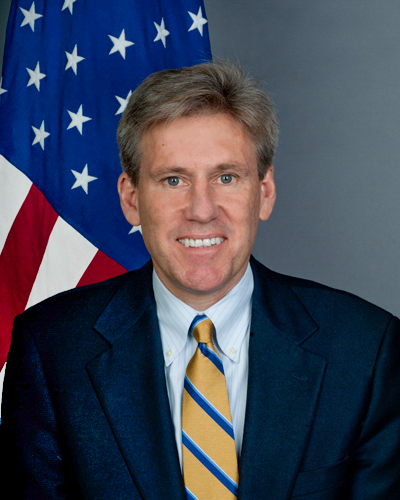
J. Christopher Stevens (2012)

John Christopher Stevens (* 18. April 1960 in Grass Valley, Kalifornien; † 11. September 2012 in Bengasi, Libyen) war ein US-amerikanischer Diplomat.

## Leben
Stevens kam 1960 als Sohn des kalifornischen Juristen Jan S. Stevens und der Cellistin Mary Stevens (geb. Floris) zur Welt. Mütterlicherseits gehörte er dem Volk der Chinook-Indianer an. Er wuchs mit zwei jüngeren Geschwistern in Marin County auf. Ende der 1960er Jahre zog die Familie nach Davis und lebte dort, bis sich seine Eltern in der ersten Hälfte der 1970er Jahre scheiden ließen. Er studierte bis 1982 an der University of California in Berkeley. Von 1983 bis 1985 hielt er sich als Freiwilliger des Friedenscorps in Marokko auf und unterrichtete dort Englisch. Im Anschluss besuchte er das Hastings College of the Law der University of California, wo er 1989 seinen Juris Doctor erwarb. 2010 erhielt Stevens einen Master of Science vom National War College.
Bevor er 1991 für das Außenministerium tätig wurde, arbeitete er in Washington, D.C. als Rechtsanwalt, spezialisiert auf internationalen Handel. Stevens, der Französisch und Arabisch sprach, war neben verschiedenen Posten in Washington während seiner diplomatischen Karriere unter anderem in Jerusalem, Damaskus, Kairo und Riad tätig.
Von 2007 bis 2009 war er stellvertretender Missionsleiter der diplomatischen Vertretung der Vereinigten Staaten in Libyen. Während des Bürgerkriegs in Libyen fungierte er von März 2011 bis November 2011 als Special Representative beim Nationalen Übergangsrat. Im Mai 2012 wurde er als Nachfolger von Gene Cretz Botschafter der Vereinigten Staaten in Libyen.
Am 11. September 2012 wurden Stevens und drei amerikanische Botschaftsmitarbeiter bei dem Bengasi-Anschlag getötet. Eine schwerbewaffnete Gruppe von Kämpfern hatte das Konsulat mit Maschinengewehren, Raketenwerfern und Granaten angegriffen. In offiziellen Stellungnahmen war zunächst nur die Rede von Protesten gegen das islamfeindliche Video Innocence of Muslims, wie es sie in zahlreichen arabischen Städten gab, so auch gegen die US-Botschaft in Kairo. Der jemenitische Al-Qaida-Zweig bezeichnet den Angriff auf das US-Konsulat in Bengasi als Racheakt für die Tötung von Abu Yahya al-Libi, der am 4. Juni 2012 bei einem US-amerikanischen Drohnenangriff in Pakistan gestorben war. In der Folge gab es eine parteipolitische Debatte über die Verwicklung von organisierten Terroristen und die Aufklärung durch die US-Regierung. Ende 2013 widerlegten Recherchen der New York Times Annahmen über die Beteiligung von Al-Qaida oder eine systematische Planung des Angriffs.
Im Juni 2014 wurde Ahmed Abu Khatallah von US-Spezialeinheiten in Bengasi gefasst. Der Kommandant von Ansar al-Scharia wurde beschuldigt, Drahtzieher des Überfalls auf das Konsulat gewesen zu sein. Er wurde 2018 vor dem Bundesbezirksgericht in Washington D.C. wegen Terrorunterstützung und Gewalttaten zu 22 Jahren Gefängnis verurteilt, vom Vorwurf der direkten Beteiligung am Angriff auf das Konsulat und die Tötungsdelikte freigesprochen.

## Rezeption
- Mitchell Zuckoff mit Annex Security Team: 13 Hours: The Inside Account of What Really Happened in Benghazi. Hachette Book Group, 2014, ISBN 978-1-4555-8227-3.
- 13 Hours: The Secret Soldiers of Benghazi – Film, basierend auf obigem Buch, von Michael Bay